# Progressió geomètrica

Progressió geomètrica 1 + 1/2 + 1/4 + 1/8 + ... = 2

En matemàtiques una progressió geomètrica és una successió de nombres (anomenats termes) que compleix que el quocient entre qualsevol dos membres successius de la successió és una constant anomenada raó o factor de progressió de la successió.
Una successió geomètrica amb raó {\displaystyle r\neq 0} i primer terme {\displaystyle a} és 
{\displaystyle a,\,ar,\,ar^{2},ar^{3},\dots }
Se sol denotar per {\displaystyle a_{n}} al terme que ocupa la posició {\displaystyle n} de la successió. Com que qualsevol terme es pot obtenir a partir de l'element anterior multiplicant-lo per la raó, 
{\displaystyle a_{n+1}=a_{n}\cdot r}

#### Exemples
- La successió 1, 2, 4, 8, 16, 32, ... té raó {\displaystyle r=2} i primer terme {\displaystyle a_{1}=1} .
- La successió 729, 486, 324, 216, 144, ... té raó {\displaystyle r=2/3} i primer terme {\displaystyle a_{1}=729} .
- La successió 3, -3, 3, -3, ... té raó {\displaystyle r=-1} i primer terme {\displaystyle a_{1}=3} .

## Terme general
Es pot calcular qualsevol terme de la successió a partir del primer terme {\displaystyle a_{1}} i de la raó {\displaystyle r} mitjançant la següent fórmula anomenada terme general:
{\displaystyle a_{n}=a_{1}\cdot r^{n-1},\forall n\in \mathbb {N} }

## Suma de termes consecutius d'una progressió geomètrica
La suma dels primers {\displaystyle n} termes de la successió {\displaystyle a_{n}} és
{\displaystyle S_{n}=a_{1}+a_{2}+\cdots +a_{n}}
En el cas que {\displaystyle r=1}, aleshores {\displaystyle S_{n}=a_{1}\cdot n}. Si {\displaystyle r\neq 1}, aleshores
Per exemple, la suma dels 5 primers termes progressió alternada 2, 6, 18, ... (primer terme 2 i raó 3) és 242:
{\displaystyle S_{n}=2\cdot {\frac {3^{5}-1}{3-1}}=242}

## Suma de tots els termes d'una progressió geomètrica
Si el valor absolut de la raó és menor que la unitat, {\displaystyle |r|<1}, aleshores la suma dels infinits termes de la progressió convergeix a un nombre finit:
{\displaystyle S_{\infty }={\frac {a_{1}}{1-r}}}
Per exemple, la suma de tots el termes de la progressió 1, 1/5, 1/25, ... és 5/4:
{\displaystyle S_{\infty }={\frac {1}{1-1/5}}={\frac {5}{4}}}

## Monotonia
Una progressió geomètrica és monòtona creixent quan cada terme és major o igual que l'anterior ({\displaystyle a_{n}\geq a_{n-1}}), monòtona decreixent quan cada terme és menor o igual que l'anterior ({\displaystyle a_{n}\leq a_{n-1}}), constant quan tots els termes són iguals ({\displaystyle a_{n}=a_{n-1}}) i alternada quan cada terme té signe contrari que l'anterior (ocorre quan {\displaystyle r<0}).
Monotonia en funció del primer terme {\displaystyle a_{1}} i de la raó {\displaystyle r}:
| {\displaystyle a_{1}>0} | {\displaystyle r>1}   | creixent   |
| {\displaystyle a_{1}>0} | {\displaystyle 0<r<1} | decreixent |
| {\displaystyle a_{1}<0} | {\displaystyle r>1}   | decreixent |
| {\displaystyle a_{1}<0} | {\displaystyle 0<r<1} | creixent   |
|                         | {\displaystyle r=1}   | constant   |
|                         | {\displaystyle r<0}   | alternada  |